# Aristocerina gracilipalpis
Aristocerina gracilipalpis är en tvåvingeart som beskrevs av Borgmeier och Prado 1975. Aristocerina gracilipalpis ingår i släktet Aristocerina och familjen puckelflugor. Inga underarter finns listade i Catalogue of Life.